# رابرت مادرول

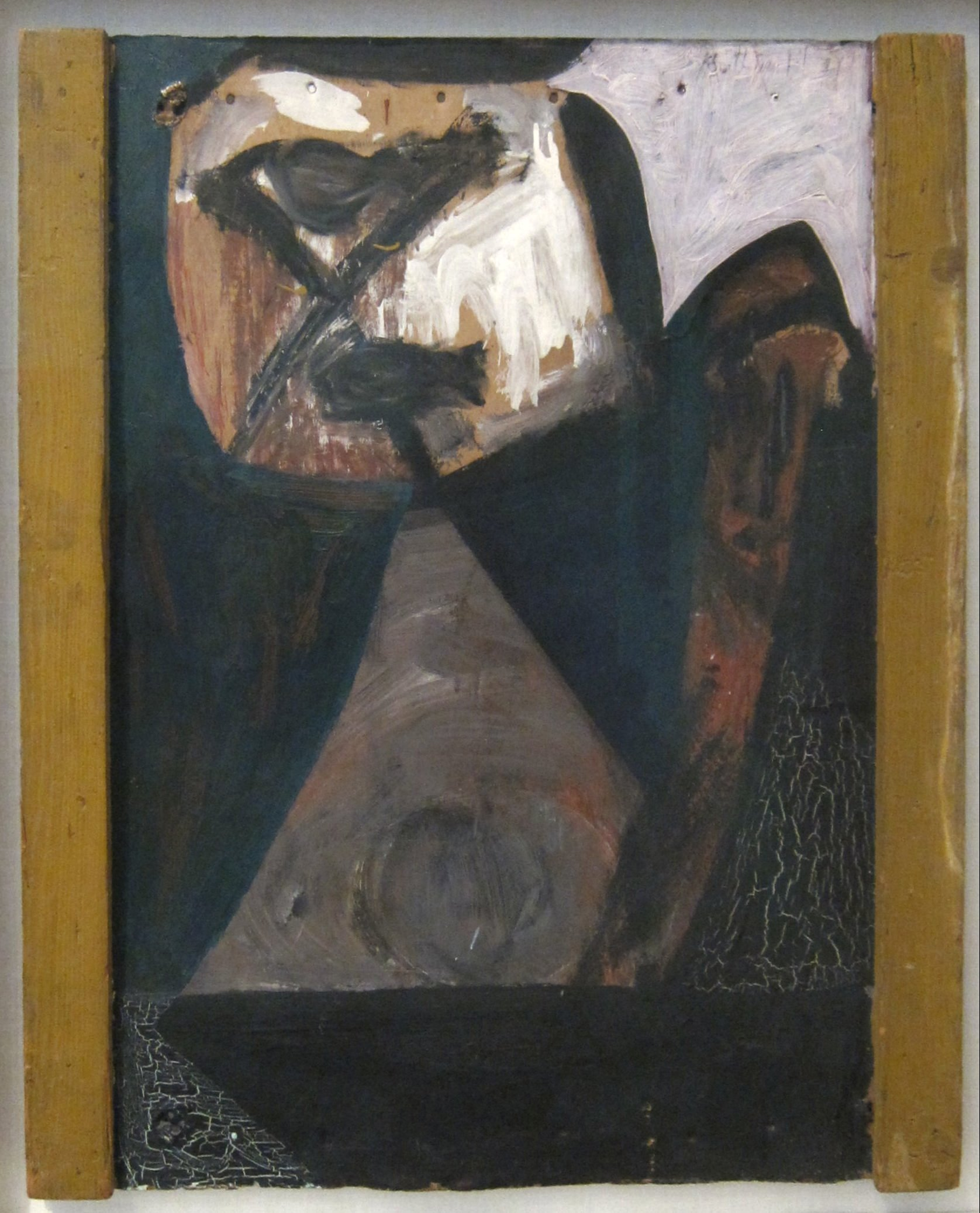
یکی از آثار زیبای مادرول

رابرت مادرول (به انگلیسی: Robert Motherwell) (زادهٔ ۲۴ ژانویه ۱۹۱۵ - درگذشتهٔ ۱۶ ژوئیه ۱۹۹۱) نقاش، چاپگر، نویسنده و ویراستار، به عنوان متفکر و نویسندهٔ پیشرو و همین‌طور سخنگو در میان نقاشان مکتب اکسپرسیونیسم انتزاعی شناخته شده‌است. کار وی ترکیبی از اکسپرسیونیسم و ضربات پر انرژی قلم‌های نقاشی‌های کنشی همراه با پالت رنگی متنوع از رنگ‌های نقاشی میدان- رنگ و قدرت انتزاع است. در نوشته‌ها و تفکرات خود زیبایی شناسی و فلسفهٔ اروپایی را با مثبت انگاری و سادگی سنت و تفکر آمریکایی در هم می‌آمیخت.

## سال‌های پیش از جوانی و تحصیلات

### تولد و کودکی
مادرول در آبردین واشینگتن، در ۲۴ ژانویه ۱۹۱۵ در خانواده ای تقریباً مرفه با پیشینهٔ اسکاتلندی- ایرلندی متولد شد ولی بیشتر کودکی خود را، برای کنترل آسم، در محیط خشک کالیفرنیا گذراند. در همان‌جا بود که وی علاقه شدیدی به فضاهای باز و نامحدود و رنگ‌های درخشان (آبی الترامارین آسمان و زرد اکر تپه‌های کالیفرنیا) پیدا کرد که بعدها به خصوصیات انتزاعی مهم نقاشی‌هایش تبدیل شد. درگیری با تم مرگ را نیز می‌توان به مشکلات سلامت وی در کودکی نسبت داد. از مهمترین اتفاقات زندگی مادرول، دیدن دائرةالمعارف بریتانیکا بود که رنگهای در خشان و هنر آن بعدها برایش بسیار مهم جلوه کرد.
مکتب نیویورک و سوررئالیست‌ها

### تحصیلات
مادرول در سال ۱۹۳۲ وارد دانشگاه استنفورد شد و در آنجا ادبیات و فلسفه خواند که بعدتر در نقاشی‌ها و نوشته‌هایش تأثیر به سزایی گذاشت. گرفتن دکتری فلسفه از هاروارد، جایی که نوشته‌های آلفرد نورث وایت هد، جان دووز و دیوید پرل برایش جلب توجه می‌کرد، موجب تصمیم نهایی او شد که هنرمند شود.
با این حال در ابتدا به دنبال اصرار پدرش برای داشتن شغلی با ثبات بیشتردر سال ۱۹۴۰ به نیویورک نقل مکان کرد و دررشته تاریخ هنر دانشگاه کلمبیا زیر نظر میر شاپیرو تحصیل کرد. شاپیرو مادرول جوان را با گروهی از سوررئالیست‌های پاریسی در تبعید (آندره برتن، ماکس ارنست، دوشان، آندره ماسن) آشنا کرد. این دورهٔ زمانی را که مادرول با سوررئالیست‌ها گذراند بسیار بر روند هنری اش تأثیرگذار بود و موجب شد شیفتهٔ نقاشی و نوشتن به صورت بداهه شود. این تکنیک همانی بود که وی به دیگر نقاشان گروه اکسپرسیونیسم انتزاعی مانند جکسن پالک منتقل کرد.

### دوران بلوغ فکری
بعد از سفری به مکزیک که وی با روبرتو ماتا در سال۱۹۴۱ داشت، سفری که در آن با همسر اولش ماریا، هنرپیشه مکزیکی آشنا شد، مادرول نقاشی را هدف اصلی خود قرار داد.
طراحی‌هایی که مادرول در مکزیک انجام داد به اولین نقاشی‌های مهم وی تبدیل شد. این طراحی‌ها با خودکار و جوهراجرا شده و به اسم دفتر طراحی مکزیکی بودند، نشان دهندهٔ تأثیر سوررئالیسم بر وی، ولی در عین حال ذاتاً انتزاعی اند و ترکیب بندی خشک را با بداهه متعادل می‌کند.
ماتا کسی بود که تکنیک بداهه یا خودکاری روانی در نقاشی را به مادرول معرفی کرد. سوررئالیست‌ها اغلب از این روش بهره می‌بردند. این تکنیک و طرز فکر بر دیگر نقاشان آمریکایی مانند جکسن پالک و لی کرسنر تأثیر فراوانی گذاشت. بعد از برگشت از مکزیک مادرول زمانی را برای گسترش تکنیک خلاق گونهٔ بداهه کاری اش سپری کرد.
«چیزی که متوجه شدم این بود که امریکایی‌ها در نقاشی بسیار توانا بودند اما هیچ ایده خلاقی نداشتند، بنابراین تمام کسانی که به هنر مدرن علاقه داشتند، از آن کپی می‌کردند. دیکونینگ از پی کاسو کپی می‌کرد. تنها چیزی که ما نیاز داشتیم یک ایده و باور خلاقانه بود تا بتواند این ظرفیت را به حرکت درآورد و موجب یک نقاشی مبتکرانه شود و این ایده خلاق بود که اروپا داشت و ما نداشتیم، ما همیشه دنباله رو آنها بودیم.»
بنابراین در اوایل در اوایل دههٔ ۱۹۴۰ رابرت مادرول نقش بسیار مهمی را در بنیان‌گذاردن جنبش جدید اکسپرسیونیسم انتزاعی (یا مکتب نیویورک) ایفا کرد.

## سال‌های میانی
فعالیت دانشگاهی
از اواخر دههٔ ۱۹۴۰ تا انتهای ۱۹۵۰ مادرول تدریس می‌کرد. ابتدا در دانشگاه بلک ماونتین در شمال کرولاینا به عنوان یکی از اعضا گروه نقاشان و شعرای مشغول در آنجا، سپس در دانشکده هانتر نیویورک مشغول به تدریس تاریخ هنر شد. رابرت راشنبرگ و کنت نولند از شاگردان و متأثران وی بودند.

## فعالیت هنری
در۱۹۴۸ رابرت مادرول، بارنت نیومن و مارک رتکو همراه با تعداد دیگری از هنرمندان، جنبش جدیدی را تأسیس کردند که موضوعات هنرمند خواندند. این نام منعکس کنندهٔ باور آنها بود که «آینده هنر مدرن نه در پیکرنمایی سنتی و نه در انتزاع محض است بلکه در نوعی جدید از سمبولیسم انتزاعی است که می‌تواند عمق احساسات و دانش و تجربه بشری را بیان کند». در همین سال مادرول اولین طرح کوچک اثری که بعدها به مجموعه تأثیرگذار مرثیه برای جمهوری اسپانیا تبدیل شد را انجام داد، موضوعی که تا مدت کوتاهی قبل از مرگش در ۱۹۹۱ به آن پرداخت.

## مرثیه برای همهٔ ما
مادرول مجموعه مشهور خود با نام مرثیه برای جمهوری اسپانیا را در سال ۱۹۴۸ از روی یک طراحی کوچک خود شروع کرد که مدتی بعد در یک نقاشی، به اسم پنج بعد از ظهر، آن را بازسازی کرد. این مجموعه که بیش از ۱۴۰ کار می‌باشد، برای سوگواری و نوحه سرایی بعد از جنگ داخلی اسپانیا بود. ترکیب کلی این کارها یک بیضی ضخیم سیاهرنگ است که در اندازه‌های مختلف و درجه تراکم و بهم ریختگی متفاوت می‌باشد. در شکل‌های انداموار سیاهرنگ این نقاشی‌ها، تأثیرهانس آرپ (پیکره ساز، نقاش و نویسندهٔ فرانسوی) را می‌توان دید.

## اولین نمایشگاه انفرادی
مادرول با جکسون پالک، ویلم دکونینگ و بقیه هنرمندان آمریکایی هسته مرکزی مکتب نیویورک (اکسپرسیونیسم انتزاعی) را تشکیل می‌دادند. در ۱۹۴۲ مادرول نخستین نمایش آثارش را برگزار کرد. وی اولین نمایشگاه انفرادی خود را در گالری پگی گاگنهایم (برادرزاده کارخانه دار مشهور سالمن گاگنهایم)- کسی که نقشی حیاتی در شکل گیری هنرمندان اکسپرسیونیست انتزاعی و هنرمندان سوررئالیست تغذیه کنندهٔ آنان داشت و حامی اصلی مکتب نیویورک در آغاز بود- «گالری هنر این قرن» برگزار کرد و کمی بعدتر با گالری دارهای مهمی مانند سیدنی جنیس و سمیوئل کوتز همکاری کرد. در همان سال موزهٔ هنرهای مدرن (مما) اولین موزه ای بود که یکی از کارهایش را خریداری کرد.

## آثار
در طی این دوره مادرول برای بسیاری از مجله‌های هنری می‌نوشت یا ویراستاری می‌کرد و همچنین نشریهٔ اسناد هنر نوین که مجموعه مقالات نوشته شده توسط هنرمندان و منتقدانی مانند هانس آرپ و پیت مندریان بود را سرپرستی می‌کرد. کتاب‌هایی نیز با عناوین نقاشان و شاعران دادا و هنرمندان نوگرا در امریکا (به اتفاق اد راینهارت) به چاپ رسانید.
تحصیلات آکادمیک مادرول و مهارت‌های لغوی اش وی را از دیگر هنرمندان اکسپرسیونیسم انتزاعی جدا می‌کرد و موجب می‌شد تا مادرول به عنوان سخن گوی پیشرو هنر آوانگارد آمریکا شناخته شود. با این حال، مادرول و بقیهٔ همکارانش در مکتب نیویورک به عنوان هنرمند مانند یکدیگر بودنند: آنها از منابع یکسانی الهام می‌گرفتند و با طی کردن راه‌های مشابه به روشی ویژه برای ایجاد تصویر می‌رسیدند. مادرول در این مسیر بسیار متأثر از کارهای پیکاسو، ماتیس و میرو بود و هنرشان را از نگاه هنرمندان جوان تر سوررئالیست، مانند روبرتو ماتا می‌دید.

## ازدواج دوم و سوم
یک سال پس از جدایی وی و ماریا در ۱۹۴۹، مادرول با بتی لیتل ازدواج کرد و صاحب دو فرزند دختر شد. باری دیگر در سال ۱۹۵۷ از بتی جدا شد و با هلن فرانکن تالر نقاش صاحب نام نقاشی میدان- رنگ و همچنین جنبش اکسپرسیونیسم انتزاعی ازدواج کرد.

## دوستت دارم
از ۱۹۵۴ تا ۱۹۵۸ در دوران دومین شکستش در ازدواج وی بر روی یک مجموعه کوچک از نقاشی‌هایش کار می‌کرد که دربر گیرنده عبا رت «دوستت دارم» به فرانسوی بود که بیان کننده خصوصی‌ترین عواطف و احساساتش بود. این کارها با رنگ‌های در خشان تر و عریض تر از سری نقاشی‌های «مرثیه» اجرا شدند ولی همچنان همان رابطه میان ترکیب بندی‌های خشک و رسمی مدرنیسم اروپا و خصوصیات اکسپرسیونیسم انتزاعی در این کارها دیده می‌شود.
پس از مجموعه دوستت دارم که تا چهارمین و آخرین ازدواج وی (۱۹۷۲ با رنه پونسولد عکاس) ادامه یافت، در دهه ۱۹۶۰ مادرول در کلاژهایش از زباله‌های زندگی روزمره خود مانند پاکت سیگار و برچسب‌های روی اجناس که از استودیوی خود جمع‌آوری می‌کرد، استفاده کرد. در ۱۹۵۸ تا ۱۹۵۹ مادرول مشمول نمایشگاه نقاشی نو آمریکا که توسط مما برگزار شده بود و از اروپا گذر می‌کرد شد. در همان سال مادرول به اسپانیا و فرانسه سفر کرد و مجموعه ایبریای خود را اجرا کرد.

## در کنار دریا
در ۱۹۶۲ مادرول و فرانکن تالر، تابستان خود را در اقامتگاه هنرمندان در پروینس تاون ماساچوست گذراندند، جایی که ساحل آن الهام دهنده مجموعه در کنار دریا، شامل ۶۴ نقاشی، شد. در این مجموعه رنگ با قدرت به سمت تکه‌های کاغذ پاشیده شده که برداشتی است از برخورد موج‌ها با ساحل در مقابل استودیواش بود.

## مرگ و فضای باز
در ۱۹۶۷ مادرول شروع به کار کردن بر روی مجموعه فضاهای باز خود کرد. این سری الهام گرفته از قرار گرفتن تصادفی دو بوم بر روی هم، یکی کوچک و دیگری بزرگ، بود که تصویری با ساختارهای هندسی به وجود آورد و تقریباً دو دهه وی را به خود مشغول کرد. این نقاشی‌ها مجموعه ای از پالتی با رنگ‌های محدود می‌باشد که با چند خط در شکل مکعب یا مستطیلی با دو یا سه وجه، فضای مونوکروم زمینه را درهم می‌شکنند.
مادرول در ۱۶ ژوئیه ۱۹۹۱ در پروینس تاون درگذشت. رنه همسرش مراسم یادبود وی را در منزلشان و در موزهٔ هنر متروپلیتن نیویورک برگزار کرد.